# Ma Rong
Ma Rong (en chino: 馬蓉; 79–166), nombre de cortesía Jichang (季长) fue un oficial del gobierno de la dinastía Han del Este y un influyente estudiante de Confucio.
Nació en Youfufeng (右扶風), antigua región capital de la región Han, en el moderno Xianyang, provincia de Shaanxi. Era el nieto del famoso general Ma Yuang (14 aC - 40 bC). Fue conocido por sus comentarios acerca de los cinco clásicos, siendo el primer alumno de confucianismo en hacerlo. Practicó el comentario de columna doble mientras lo hacía. Sus dos alumnos principales fueron Lu Zhi y Cheng Hsuan.
Fue suspendido durante diez años por unos comentarios críticos, pero finalmente fue restaurado como gobernador de la comandería de Nam (actual Hubei). Su biografía aparece en el Libro de Han Posterior.  Escribió la Rapsodia en flauta larga (長笛賦); la canción de la dinastía Clásica de lealtad (忠經), estampó el Clásico de la piedad filial.